# Ère Kōhei
L'ère Kōhei (en japonais: 康平)  est une des ères du Japon (年号, nengō, littéralement « le nom de l'année ») suivant l'ère Tengi et précédant l'ère Jiryaku s'étendant du mois d'août 1058 au mois d'août 1065. L'empereur régnant est Go-Reizei-tennō (後冷泉天皇).

## Changement de l'ère
- 1058 Kōhei gannen (康平元年?) : Le nom de la nouvelle ère est créé pour marquer un événement ou une série d'événements. L'ère précédente se termine là où commence la nouvelle, en Tengi 6, le 29e jour du 8e mois de 1058[1].

## Événements de l'ère Kōhei
- Kōhei gannen (康平元年) ou Kōhei 1 (1058) :
- 1060 (Kōhei 3, 27e jour du 11e mois) : Une étoile filante est observée en direction du sud pendant sept nuits[2].

| Kōhei     | 1re  | 2e   | 3e   | 4e   | 5e   | 6e   | 7e   | 8e   |
| Grégorien | 1058 | 1059 | 1060 | 1061 | 1062 | 1063 | 1064 | 1065 |